# Закарпатський прикордонний округ
Закарпатський прикордонний округ — військово-адміністративне оперативне об'єднання (прикордонний округ) прикордонних військ МВС-МДБ СРСР (у 1944—1953 роках).

## Історія формування
19 серпня 1944 року наказом народного комісара внутрішніх справ СРСР у місті Станіславі було організоване Управління прикордонних військ Прикарпатського прикордонного округу, яке охоплювало територію Станіславської, Дрогобицької, Чернівецької, а потім і Закарпатської областей.
12 вересня 1945 року округ був перейменований у Закарпатський прикордонний округ, а центр округу розташовувався у місті Мукачево. Закарпатський округ контролював кордон з Чехословаччиною, Румунією та Угорщиною.
2 червня 1953 року Закарпатський прикордонний округ увійшов до складу Українського прикордонного округу МВС СРСР.

## Склад округу
На 1 січня 1946 року:
- Управління округу — місто Мукачево, Українська РСР
- 27-й прикордонний загін — м. Ужгород, Українська РСР
- 14-й прикордонний загін — м. Берегове, Українська РСР
- 13-й прикордонний загін — м. Хуст, Українська РСР
- 87-й прикордонний загін — м. Снятин?, Українська РСР
- 33-й прикордонний загін — м. Кути, Українська РСР
- 31-й прикордонний загін — м. Чернівці, Українська РСР

## Командування округу
Командувачі округу (начальники Управління прикордонних військ)
- Демшин Ілля Іванович — серпень 1944 — березень 1948
- Мироненко Петро Никифорович — березень 1948 — серпень 1950
- Зубарєв Микола Прокопович — серпень 1950 — березні 1953

1-і заступники начальника військ — начальники штабу
- Чугунов Микола Іванович — серпень 1944—194.
- Зубарєв Микола Прокопович — грудень 1947 — серпень 1950
- Паремський Юліан Мартинович — квітень 1953 — червень 1953